# Ee (dwuznak)
Ee – dwuznak używany w języku niderlandzkim i angielskim. W niderlandzkim oznacza długie e [eː], jako długa samogłoska półprzymknięta przednia niezaokrąglona. Natomiast w pisowni języka angielskiego zazwyczaj oznacza długie i [iː], jako długa samogłoska przymknięta przednia niezaokrąglona.